# Steve Angello

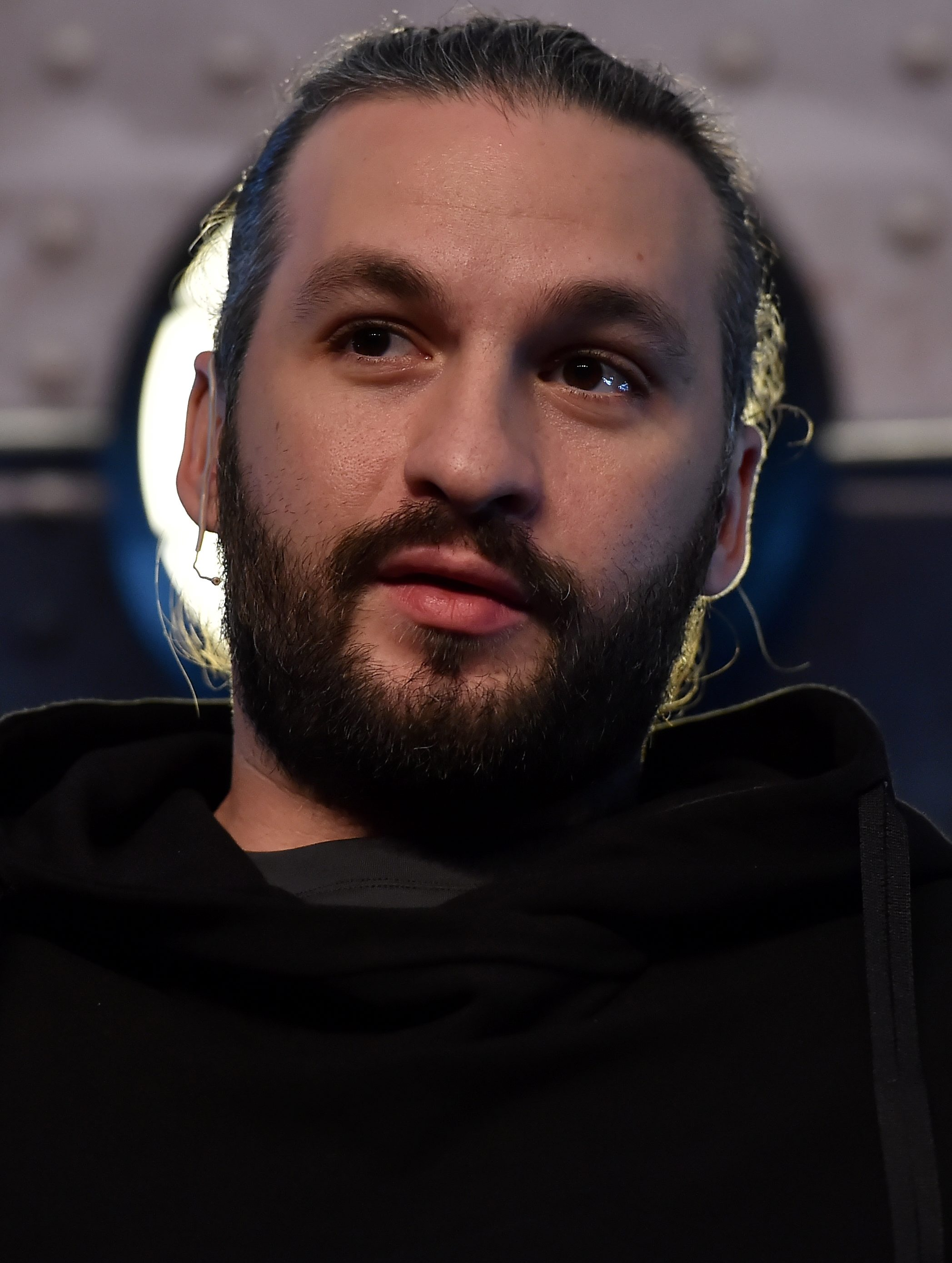
Steve Angello (2015)

Steve Angello (* 22. November 1982 in Athen; eigentlicher Name Steve Josefsson Fragogiannis) ist ein griechisch-schwedischer House-DJ und Musikproduzent. Zusammen mit Axwell und Sebastian Ingrosso bildet er die Swedish House Mafia. Er ist der Bruder des DJs An21.

## Karriere
Fragogiannis startete anfangs als Hip-Hop-DJ, bevor er durch seinen Kollegen Sebastian Ingrosso in die House-Szene gezogen wurde. Angello veröffentlichte mehrere Singles auf den Plattenlabels Subliminal Records, Cr2 und Refune und produzierte für Interscope Records, bis er 2002 in Stockholm sein eigenes Label Size Records. Zusammen mit Eric Prydz nahm er als A&P Project diverse Musikstücke auf. Die aus der Zusammenarbeit entstandene Single Woz Not Woz wurde zu einem Clubhit und im Anschluss auf weiteren Labels veröffentlicht. Nach der kommerziellen Veröffentlichung erreichte die Single die internationalen Charts.
Im Jahr 2006 veröffentlichte Angello mit seinem DJ-Kollegen Axwell unter dem Namen „Supermode“ die Single Tell Me Why, die im Wesentlichen auf Samples von Smalltown Boy von Bronski Beat aus dem Jahr 1984 basierte. Die Single entwickelte sich zu einem der Clubhits des Jahres 2006 und wurde in fast 30 verschiedenen Singleversionen mit immer neuen Remixen veröffentlicht. In Deutschland erschien die Single auf Superstar Recordings. Parallel erhielt er erste Remixaufträge von unter anderem Moby, Justin Timberlake und die Eurythmics an.
Im Jahr 2007 veröffentlichte Angello in Zusammenarbeit mit dem französischen DJ und Produzenten David Guetta das Lied Baby When the Light, das in unter anderem Deutschland und Großbritannien die Single-Charts sowie in Frankreich eine Top-10-Platzierung erreichte. Noch im selben Jahr erschien mit Umbrella eine weitere Kollaboration mit Sebastian Ingrosso. Im März 2008 veröffentlichte er gemeinsam mit Ingrosso und dem niederländischen DJ und Produzenten Laidback Luke die Lieder Be, 555 und It. Nachdem der niederländische Produzent Hardwell einen Mash-Up der Lieder Be und Show Me Love von Robin S.’ aus dem Jahr 1990 produzierte, beschlossen Angello und Luke, diesen als offizielle Single zu veröffentlichen. Diese entwickelte sich zu einem Erfolg und erreichte mitunter die Spitze der britischen Dance-Charts sowie die Single-Charts in Deutschland, Australien und Schottland.
Im Januar 2009 gelang Angello mit dem Track Everytime We Touch ein weiteres Mal ein Charterfolg. Diesen produzierte er zusammen mit David Guetta, Sebastian Ingrosso und Sänger Chris Willis. Im April 2009 folgte der Song Leave the World Behind, der gemeinsam mit Axwell, Ingrosso und Laidback Luke entstand. Den Gesang steuerte die kanadische Sängerin Deborah Cox bei. Nachdem Angello, Axwell und Ingrosso bereits seit dem Vorjahr unter dem Namen Swedish House Mafia tourten, schlossen sie sich 2009 fest zu dieser Formation zusammen. 2010 erschien nach den weltweit erfolgreichen Single-Erfolgen One (Your Name) mit Pharrell Williams und Miami 2 Ibiza mit Tinie Tempah ihr gemeinsames Debüt-Album Until One
2011 war das Lied Open Your Eyes, das er gemeinsam mit Alex Metric aufnahm Teil der Titelliste von FIFA 12. Gemeinsam stellten sie es beim Musikfestival Tomorrowland vor. Im Mai 2011 erschien die Single Save the World als weiterer Swedish-House-Mafia-Song, die Gesang des schwedischen Sängers John Martin enthielt. Im Sommer 2011 trat die Swedish House Mafia erneut beim Tomorrowland auf und veröffentlichte im Winter mit den Liedern Antidote und Greyhound zwei weitere Singles. Nachdem sie im Sommer 2012 eine Vielzahl an großen Live-Auftritten feierten, veröffentlichte die Swedish House Mafia im September 2012 die Single Don’t You Worry Child, erneut mit John Martin, die sich in Schweden, Australien und Großbritannien zu einem Nummer-eins-Hit entwickelte. Im Oktober 2012 erschien ihr zweites Studioalbum Until Now, ihr zweites und letztes Studioalbum, bis sie sich im März 2013 beim Ultra Music Festival trennten.

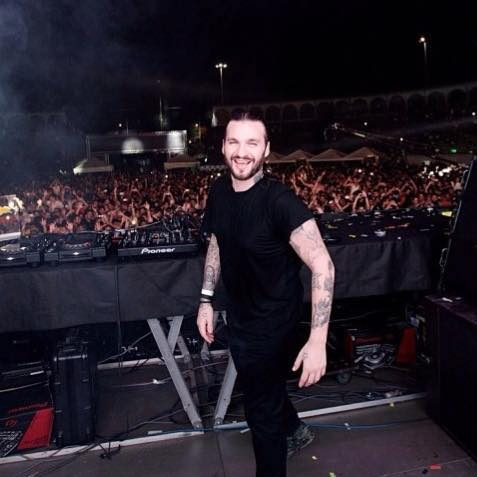
Steve Angello live beim Sevenn Music Festival 2013

Im August 2013 feierte Steve Angello das zehnjährige Bestehen seines Plattenlabels „Size Records“ mit der Veröffentlichung des Songs SLVR, das in Zusammenarbeit mit dem russischen DJ-Duo Matisse & Sadko entstand. Das Lied war die hundertste Veröffentlichung des Labels. Als Nachfolgesingle erschien der Track Payback, den er mit den schwedischen Musikern Dimitri Vangelis & Wyman aufnahm. Das Lied wurde von Kritikern gelobt und setzte sich innerhalb kurzer Zeit bis an die Spitze der Beatport-Charts. In Zusammenarbeit mit dem britischen Musiker Harrison nahmen sie eine Vocal-Version des Liedes auf.
2014 kündigte er ein neues Studioalbum an, das den Titel Wild Youth tragen sollte. Die erste Single des Albums trug den Titel Wasted Love und erschien am 22. Juli 2014. Den Gesang steuerte der australische Sänger Dougy der Indie-Rock-Band The Temper Trap bei. 2015 wurde die zweite Single des Albums veröffentlicht. Diese trug den Titel Children of the Wild und entstand zusammen mit Mako. Zwei Monate später folgte die dritte Single Remember mit dem australischen Duo The Presets. Am 20. November 2015 wurden die Lieder Tiger, The Ocean und Prisoner als weitere Auskopplungen veröffentlicht. Ursprünglich sollte an diesem Tag das gesamte Album erschienen. Die Veröffentlichung wurde jedoch auf den 22. Januar 2016 verschoben.
Im April 2017 präsentierte Angello bei Coachella 2017 eine Reihe neuer Songs, einschließlich des Liedes Feels Like Heaven, das Gesang von Brandon Flowers, dem Leadsänger der Indie-Rock-Band The Killers enthielt. Im Laufe des Jahres erschienen die Lieder Breaking Kind, Rejoice', Freedom', I Know, Break Me Down und Dopamine als Single-Auskopplungen seines kommenden Studioalbums.Feels Like Heaven am 22. März 2018 mit neuem Text und neuer Stimme von Sam Martin erschien unter dem neuen Titel Nothing Scares Me Anymore als letzte Single. Im April 2018 wurde das Studioalbum mit dem Titel Human veröffentlicht.
Im März 2018 kam es während des Ultra Music Festivals zu einer Neugründung der Swedish House Mafia, die seitdem wieder gemeinsam auf Tour ist.

## Persönliches
Angello ist seit 2013 mit dem schwedischen Model und Fernsehmoderatorin Isabel Adrian verheiratet. Gemeinsam haben sie zwei Töchter, Monday-Lily, geboren 2010 und Winter-Rose, geboren am 6. April 2012. Derzeit lebt er in Los Angeles.

## Diskografie

### Alben
| Jahr | Titel Musiklabel                                                | Höchstplatzierung, Gesamtwochen, AuszeichnungChartsChartplatzierungen (Jahr, Titel, Musiklabel, Platzierungen, Wochen, Auszeichnungen, Anmerkungen) | Anmerkungen                                                   |
| Jahr | Titel Musiklabel                                                | SE | Anmerkungen                                                   |
| ---- | --------------------------------------------------------------- | --- | ------------------------------------------------------------- |
| 2006 | Sessions Ministry of Sound                                      | — | Erstveröffentlichung: 26. April 2006 Kompilation              |
| 2006 | Stadium Electro Mixmag                                          | — | Erstveröffentlichung: 3. November 2006 Kompilation            |
| 2007 | Sizeism Ministry of Sound                                       | — | Erstveröffentlichung: 31. August 2007 Kompilation             |
| 2009 | The Yearbook Size Records                                       | — | Erstveröffentlichung: 11. Dezember 2009 Studioalbum           |
| 2009 | Subliminal Sessions Winter 2009 Defected Records / Size Records | — | Erstveröffentlichung: 11. Dezember 2009 Kompilation           |
| 2010 | Size Matters Defected Records / Size Records                    | — | Erstveröffentlichung: 26. November 2010 mit An21; Studioalbum |
| 2016 | Wild Youth Size Records                                         | SE20 (1 Wo.)SE | Erstveröffentlichung: 22. Januar 2016 Studioalbum             |
| 2018 | Human                                                           | — | Erstveröffentlichung: 27. April 2018 Studioalbum              |

### Singles und EPs
| Jahr | Titel Album                      | Höchstplatzierung, Gesamtwochen, AuszeichnungChartplatzierungen (Jahr, Titel, Album, Platzierungen, Wochen, Auszeichnungen, Anmerkungen) | Höchstplatzierung, Gesamtwochen, AuszeichnungChartplatzierungen (Jahr, Titel, Album, Platzierungen, Wochen, Auszeichnungen, Anmerkungen) | Höchstplatzierung, Gesamtwochen, AuszeichnungChartplatzierungen (Jahr, Titel, Album, Platzierungen, Wochen, Auszeichnungen, Anmerkungen) | Höchstplatzierung, Gesamtwochen, AuszeichnungChartplatzierungen (Jahr, Titel, Album, Platzierungen, Wochen, Auszeichnungen, Anmerkungen) | Höchstplatzierung, Gesamtwochen, AuszeichnungChartplatzierungen (Jahr, Titel, Album, Platzierungen, Wochen, Auszeichnungen, Anmerkungen) | Anmerkungen |
| Jahr | Titel Album                      | DE | AT | CH | UK | SE | Anmerkungen |
| ---- | -------------------------------- | --- | --- | --- | --- | --- | --- |
| 2004 | Woz Not Woz –                    | DE63 (5 Wo.)DE | — | CH84 (4 Wo.)CH | UK55 (9 Wo.)UK | — | Erstveröffentlichung: 18. August 2004 mit Eric Prydz; Musiklabel: CR2 Records                                                   |
| 2004 | Steve Angello EP –               | — | — | — | — | — | Erstveröffentlichung: 10. September 2004 mit Jack Holiday                                                                       |
| 2005 | 82-83 –                          | — | — | — | — | — | Erstveröffentlichung: 10. Januar 2005 mit Sebastian Ingrosso; Musiklabel: Superstar Recordings                                  |
| 2005 | Not So Dirty –                   | — | — | — | — | — | Erstveröffentlichung: 2. März 2005 als Who’s Who?; Musiklabel: Fuck Me I’m Famous Records                                       |
| 2005 | What’s What E.P. –               | — | — | — | — | — | Erstveröffentlichung: 27. Juni 2005 als Who’s Who?; Musiklabel: Vendetta Records                                                |
| 2006 | Teasing Mr. Charlie / Straight – | — | — | — | — | — | Erstveröffentlichung: 5. März 2006 Musiklabel: Size Records                                                                     |
| 2006 | Tell Me Why –                    | DE65 Gold · (9 Wo.)DE | — | — | UK13 Gold · (14 Wo.)UK | — | Erstveröffentlichung: 24. Juni 2006 mit Axwell als Supermode; Musiklabel: Data Records                                          |
| 2006 | Otherwize Then –                 | — | — | — | — | — | Erstveröffentlichung: 10. Juli 2006 mit Laidback Luke; Musiklabel: Refune Records                                               |
| 2006 | Sexy F**k –                      | — | — | — | — | — | Erstveröffentlichung: 7. August 2006 als Who’s Who?; Musiklabel: Size Records                                                   |
| 2008 | Klack –                          | — | — | — | — | — | Erstveröffentlichung: 21. August 2008 als Who’s Who?; Musiklabel: Size Records                                                  |
| 2008 | Everytime We Touch Pop Life      | — | — | CH97 (1 Wo.)CH | UK68 (1 Wo.)UK | — | Erstveröffentlichung: 29. Dezember 2008 mit David Guetta, Chris Willis & Sebastian Ingrosso Musiklabel: Virgin Music            |
| 2009 | Show Me Love The Yearbook        | DE93 (1 Wo.)DE | AT64 (3 Wo.)AT | — | UK11 Platin · (15 Wo.)UK | — | Erstveröffentlichung: 24. März 2009 mit Laidback Luke feat. Robin S.; Musiklabel: Happy Music                                   |
| 2009 | Leave the World Behind Until One | — | — | — | — | — | Erstveröffentlichung: 17. Juli 2009 mit Axwell, Sebastian Ingrosso & Laidback Luke feat. Deborah Cox Musiklabel: Axtone Records |
| 2010 | Tivoli Size Matters              | — | — | — | — | — | Erstveröffentlichung: 9. März 2010 Musiklabel: Size Records                                                                     |
| 2010 | Valodja Size Matters             | — | — | — | — | — | Erstveröffentlichung: 9. März 2010 mit An21; Musiklabel: Size Records                                                           |
| 2010 | Knas Size Matters                | — | — | — | — | — | Erstveröffentlichung: 2. September 2010 Musiklabel: Size Records                                                                |
| 2011 | Open Your Eyes Until One         | — | — | — | — | SE89 (1 Wo.)SE | Erstveröffentlichung: 28. Februar 2011 mit Alex Metric; Musiklabel: Size Records                                                |
| 2011 | Yes Until One                    | — | — | — | — | — | Erstveröffentlichung: 4. April 2011 mit Felix da Housecat & Modezart als Thee Mezcalateerz Musiklabel: Rude Photo               |
| 2012 | SLVR –                           | — | — | — | — | — | Erstveröffentlichung: 18. September 2013 Steve Angello & Matisse & Sadko; Musiklabel: Size Records Ltd.                         |
| 2014 | Wasted Love –                    | — | — | — | — | SE58 (2 Wo.)SE | Erstveröffentlichung: Juli 2014 Steve Angello feat. Dougy from The Temper Trap Musiklabel: Columbia                             |

## Auszeichnungen für Musikverkäufe
| Goldene Schallplatte - Italien - 2024: für die Single Tell Me Why - Spanien - 2024: für die Single Tell Me Why |

Anmerkung: Auszeichnungen in Ländern aus den Charttabellen bzw. Chartboxen sind in ebendiesen zu finden.
| Land/RegionAuszeichnungen für Musikverkäufe (Land/Region, Auszeichnungen, Verkäufe, Quellen) | Gold     | Platin  | Verkäufe  | Quellen             |
| -------------------------------------------------------------------------------------------- | -------- | ------- | --------- | ------------------- |
| Deutschland (BVMI)                                                                           | Gold1    | —       | 300.000   | musikindustrie.de   |
| Italien (FIMI)                                                                               | Gold1    | —       | 50.000    | fimi.it             |
| Spanien (Promusicae)                                                                         | Gold1    | —       | 30.000    | elportaldemusica.es |
| Vereinigtes Königreich (BPI)                                                                 | Gold1    | Platin1 | 1.000.000 | bpi.co.uk           |
| Insgesamt                                                                                    | 4× Gold4 | Platin1 |           |                     |